# Bron-Y-Aur Stomp
Bron-Y-Aur Stomp, låt skriven av Jimmy Page och Robert Plant, framförd av medlemmarna i Led Zeppelin på albumet Led Zeppelin III, släppt 1970. Låten skrevs i en liten stuga i Bron-Yr-Aur (Wales) efter en krävande USA-turné. Låtens titel blev felstavat på skivomslaget under den första tryckningen, det borde egentligen stå "Bron-Yr-Aur Stomp". 